# شهرستان ژورومین
شهرستان ژورومین (به لهستانی: Powiat Żuromin) یک شهرستان در لهستان است که در استان ماسوویان واقع شده‌است. شهرستان ژورومین ۸۰۵٫۰۱ کیلومتر مربع مساحت و ۴۰٬۰۷۸ نفر جمعیت دارد.